# Školství v Polsku

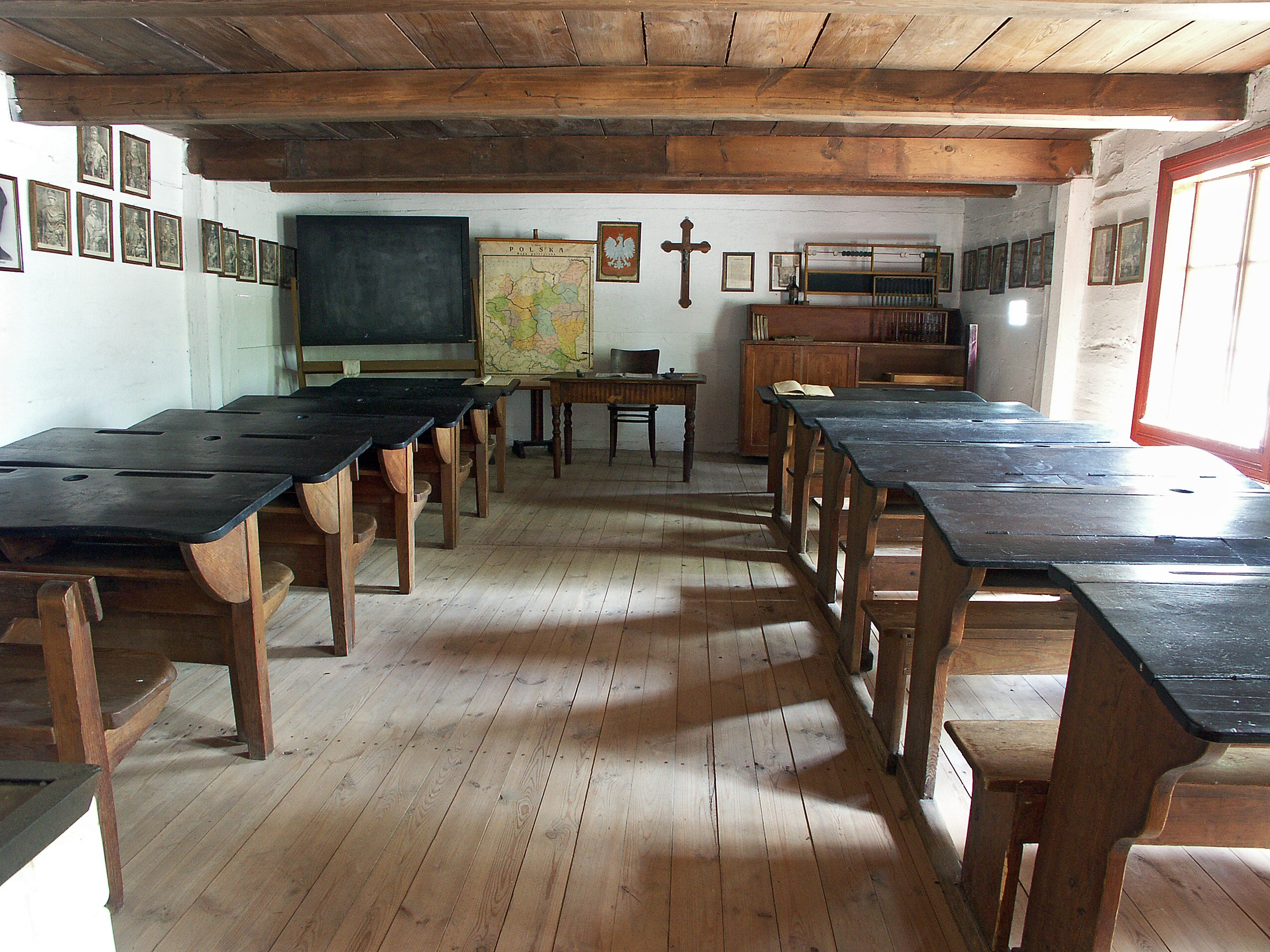
Polská třída ze 1. poloviny 20. století (skansen vesnice v Maurzycích)

Aktuální podoba polského vzdělávacího systému vychází z roku 2017, kdy byla implementována nová reforma školství. Tyto reformy mají cíleně zvýšit míru centralizace v polském systému vzdělávání.

## Povinná školní docházka
V Polsku je uzákoněn věk pro vstup do první třídy základní školy od sedmi let. Děti, kterým je šest let, jsou povinny minimálně jeden rok navštěvovat určitý typ předškolního vzdělávání, aby získaly potřebné základní znalosti. Mateřskou školu mohou navštěvovat všechny děti od tří do šesti let. Předškolní vzdělávání může probíhat v mateřských školách, předškolních zařízeních na základních školách, v předškolních zařízeních a předškolních vzdělávacích týmech. Poslední dvě formy předškolního vzdělávání jsou určeny malým skupinám dětí a organizační požadavky jsou méně náročné než v mateřských školách. Tento typ vzdělávání, stejně jako klasické – povinné školství je placeno ze státního rozpočtu.

## Základní školy

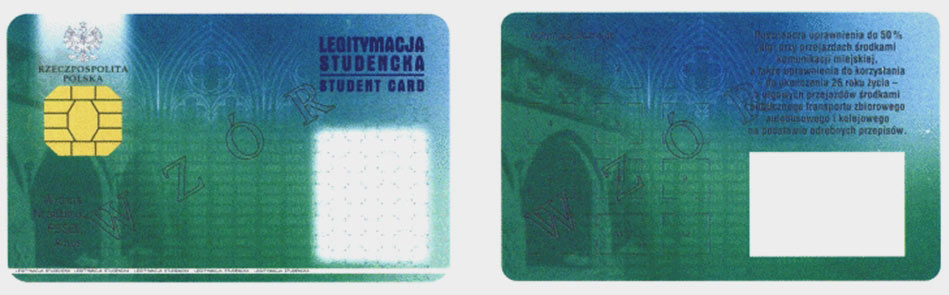
Elektronický průkaz (polského) studenta

Výuka na základní škole (szkoła podstawowa) je rozdělena od první do třetí třídy (kdy třídu učí pouze jeden učitel) a od čtvrté do osmé třídy (zde jsou již učitelé rozděleni dle předmětů). Žáci osmých tříd pak na konci svého působení na základní škole píší národně-srovnávací test. Jeho splněním poté obdrží certifikát. Tento systém funguje v Polsku již od roku 1961. Povinná školní docházka v Polsku tedy trvá devět let, jeden rok předškolního vzdělávání a následných osm na základní škole.

## Střední školy
Po odchodu ze základní školy mají polští studenti na výběr několik variant středního vzdělávání. Patří mezi ně: čtyřletá všeobecná střední škola (gymnázium) s maturitou; pětileté technické střední vzdělávání s maturitou; odborné učňovské obory na 3 + 2 roky s výučním listem.

## Vysoké školy
Polský školní systém, se podobně jako ten český řídí boloňským systémem. Většina programů se skládá ze dvou částí: tříletého bakalářského programu a dvouletého magisterského programu. Některé magisterské programy mohou trvat déle (farmacie pět nebo medicína šest let). Doktorské programy trvají tři roky.
V Polsku je více než 370 vysokých škol, z toho je přibližně 240 soukromých. Podle údajů Ústředního statistického úřadu studovalo na konci roku 2018 na polských univerzitách asi 1,2 milionu lidí, což je o 61,6 tisíce lidí méně než v předcházejícím roce.
Jagellonská univerzita je nejstarší univerzitou v Polsku, a zároveň po Univerzitě Karlově, druhou nejstarší univerzitou ve střední Evropě.

## Systém hodnocení
Od roku 1991 se v Polsku používá šestistupňový systém hodnocení: 6 - vynikající, 5 - velmi dobré, 4 - dobré, 3 - uspokojivé, 2 - dostatečné, 1 - nedostatečné. Žák nebo student nesmí mít na konci roku žádnou nedostatečnou. Pokud mu tato situace hrozí, musí požádat o práci navíc. Systém hodnocení chování je, s menšími změnami, také šestistupňový: 1 - zavrženíhodné, 2 - nedostatečné, 3 - správné, 4 - dobré, 5 - velmi dobré, 6 - příkladné.